# Протасовская
Протасовская — деревня в Вожегодском районе Вологодской области.
Входит в состав Тигинского сельского поселения (с 1 января 2006 года по 9 апреля 2009 года входила в Тавенгское сельское поселение), с точки зрения административно-территориального деления — в Тавенгский сельсовет.
Расстояние до районного центра Вожеги по автодороге — 57 км, до центра муниципального образования Гридино по прямой — 30 км. Ближайшие населённые пункты — Замох, Бараниха, Мущининская.
По данным переписи в 2002 году постоянного населения не было.